# Robert W. Service
Robert William Service född 16 januari 1874, död 11 september 1958, var en skotsk-kanadensisk poet och författare.
Service växte upp i Storbritannien och flyttade till Kanada vid 21 års ålder där han fick arbete som banktjänsteman. Hans första diktsamling publicerades 1907. Skrivandet gick bra och två år senare kunde han sluta sitt bankjobb för att därefter resa runt i Amerika och Europa. Under Balkankrigen och första världskriget arbetade han som krigskorrespondent. 
Inspirerad av sina egna äventyr skrev Service därefter flera romaner, varav ett flertal har översatts till svenska.
Några av hans dikter har även tonsatts, bland annat "The Cremation of Sam McGee".

## Svenska översättningar
- Guldgrävardikter (översättning Ture Nerman, Bonnier, 1917)
- Guldgrävartåget anno 98 (översättning Ture Nerman, Tiden, 1924)
- Bluffmakaren (The pretender) (översättning Ture Nerman, Tiden, 1925)
- Jack Moon - boxaren: en Tahitihistoria (The rough-neck) (översättning Louis Renner och Ture Nerman, Tiden, 1926)
- Det förgiftade paradiset (The poisoned paradise) (översättning Ture Nerman, Tiden, 1927)
- Varför inte bli ung? eller konsten att bli långlivad (översättning Ture Nerman, Tiden, 1928)
- Mikrobens herre (The master of the microb) (översättning Ture Nerman, Tiden, 1928)
- Fasornas hus (The house of fears) (översättning Ture Nerman, Tiden, 1929)